# Svart gig
Svart gig är ett livealbum av Eldkvarn som gavs ut 2007 på EMI.

## Låtlista
Musik och text av Plura Jonsson där inget annat anges.
| Nr     | Titel                      | Längd                           | Notering |
| ------ | -------------------------- | ------------------------------- | -------- |
| CD:    |                            |                                 |          |
| 1.     | Svart blogg                |                                 |          |
| 2.     | Ta min hand                |                                 |          |
| 3.     | 3:ans spårvagn             |                                 |          |
| 4.     | Jag följer den väg         | musik och text av Carla Jonsson |          |
| 5.     | Blues för Bodil Malmsten   |                                 |          |
| 6.     | Kärlekens tunga            |                                 |          |
| 7.     | Förgiftat blod             |                                 |          |
| 8.     | Fulla för kärlekens skull  |                                 |          |
| 9.     | En clowns historia         |                                 |          |
| 10.    | Inget bra för mig själv    |                                 |          |
| 11.    | Man över bord              |                                 |          |
| 12.    | Jag är det hjärta          |                                 |          |
| 13.    | Pojkar pojkar pojkar       |                                 |          |
| DVD:   |                            |                                 |          |
| 1.     | Svart bloog                |                                 |          |
| 2.     | Blues för Bodil Malmsten   |                                 |          |
| 3.     | En clowns historia         |                                 |          |
| 4.     | Fulla för kärlekens skull  |                                 |          |
| 5.     | Förgiftat blod             |                                 |          |
| 6.     | Jag följer den väg         | musik och text av Carla Jonsson |          |
| 7.     | Ta min hand                |                                 |          |
| 8.     | Förlorat land (dokumentär) |                                 |          |
| 9.     | 3:ans spårvagn             |                                 |          |
| 10.    | Kärlekens tunga            |                                 |          |
| 11.    | Inget bra för mig själv    |                                 |          |
| 12.    | Nådens hand (dokumentär)   |                                 |          |
| 13.    | Man över bord              |                                 |          |
| 14.    | Jag är det hjärta          |                                 |          |
| 15.    | Pojkar, pojkar, pojkar     |                                 |          |
| 16.    | Alice                      |                                 |          |
| Bonus: | Eldkvarnfilmen 27+         |                                 |          |

## Listplaceringar
| Lista (2007) | Topplacering |
| ------------ | ------------ |
| Sverige      | 58           |